# Hansa Typ A 6
Der Hansa Typ A 6 ist ein Oberklassefahrzeug der Hansa-Automobilwerke in Varel. Diesem Sechszylindermodell wurde das Achtzylindermodell Hansa Typ A 8 zur Seite gestellt.

## Geschichte
Ende 1927 stelle Hansa die Typen A 6 und A 8 vor. Nur das Fahrgestell kam von Hansa, die Motoren wurden sämtlich von Continental Motors aus den USA zugeliefert. Alle Aufbauten kamen von Karmann aus Osnabrück.
In den Jahren 1927 und 1928 wurde der Typ A 6 13/60 PS gefertigt. 1928 wurde er durch den Typ A 6 13/65 PS ersetzt, der noch bis 1930 gebaut wurde. Das Achtzylindermodell Typ A 8 16/70 PS, dessen Fertigung auch 1927 begann, blieb bis 1930 gebaut. Bereits 1928 kam der Typ A 8 17/85 PS, dessen Fertigung 1931 eingestellt wurde.
Die schweren Wagen ließen sich in der Weltwirtschaftskrise nur schlecht verkaufen, was das Unternehmen derart in wirtschaftliche Bedrängnis brachte, dass es zur Insolvenz anstand. Carl Friedrich Wilhelm Borgward und Wilhelm Tecklenborg übernahmen daher 1931 die Geschäftsanteile.

## Motor, Getriebe und Fahrwerk
Der Typ A 6 13/60 PS hatte einen Sechszylinder-Reihenmotor mit einer Leistung von 60 PS (44 kW) bei 3000/min. Mit einer Bohrung von 82,55 mm und einem Hub von 101,6 mm betrug der Hubraum 3262 cm³. Die seitlich stehenden Ventile wurden von einer unten liegenden, mit Stirnrädern angetriebenen Nockenwelle direkt betätigt (SV-Ventilsteuerung). Im Typ A 6 13/65 PS hatte der Motor 3489 cm³ Hubraum (Bohrung × Hub = 85,5 mm × 102 mm) und leistete 65 PS (48 kW) bei ebenfalls 3000/min.
Der Achtzylinder-Reihenmotor des Hansa Typ A 8 16/70 PS hatte einen Hubraum von 3996 cm³ (Bohrung × Hub = 72,8 mm × 120 mm) und leistete 70 PS (51 kW) bei 3000/min. Der ebenfalls achtzylindrige Motor des Typs A 8 17/85 PS hatte einen Hubraum von 4324 cm³ (Bohrung × Hub = 76 mm × 120 mm) und leistete 85 PS (62,5 kW) bei 3200/min. Auch diese Motoren hatten seitlich stehende Ventile.
Die Höchstgeschwindigkeit des A 6 13/60 PS lag bei 100 km/h, während der Nachfolger A 6 13/65 PS 105 km/h erreichte. Der A 8 16/70 PS war bis zu 110 km/h schnell und der Nachfolger A 8 17/85 PS brachte es auf 120 km/h.
Alle Modelle hatten ein unsynchronisiertes Vierganggetriebe mit Mittelschaltung (Knüppelschaltung). Über eine Kardanwelle wurden die Hinterräder angetrieben.
Beide Typen A 6 und A 8 hatten vorn und hinten Starrachsen, die an halbelliptischen Längsblattfedern hingen. Alle vier Räder aller Modelle wurden hydraulisch gebremst; die Handbremse wirkte auf die Hinterräder.

## Karosserien
Der A 6 13/60 PS war als viertürige Limousine und Pullman-Limousine sowie als zweitüriges, viersitziges Cabriolet erhältlich; die Türen der Viertürer waren an A- und C-Säulen angeschlagen (also die vorderen Türen vorne und die hinteren Türen hinten), die des Cabriolets waren vorne angeschlagen. Von allen A-8-Typen und dem späteren Typ A 6 13/65 PS gab es zusätzlich siebensitzige Tourenwagen, Cabriolets mit zwei oder drei Sitzen und Cabriolets mit vier Türen. Alle Karosserien hatten einen senkrecht stehenden Kühlergrill zwischen den einzeln stehenden Scheinwerfern. Hinter den vorderen Kotflügeln waren auf beiden Seiten die Reserveräder angebracht.